# اسب‌سواری در المپیک تابستانی ۲۰۱۲
اسب سواری در بازی های المپیک تابستانی ۲۰۱۲ بین ۲۸ ژوئیه تا ۹ اوت در گرینویچ پارک لندن برگزار شد.

## نگارخانه

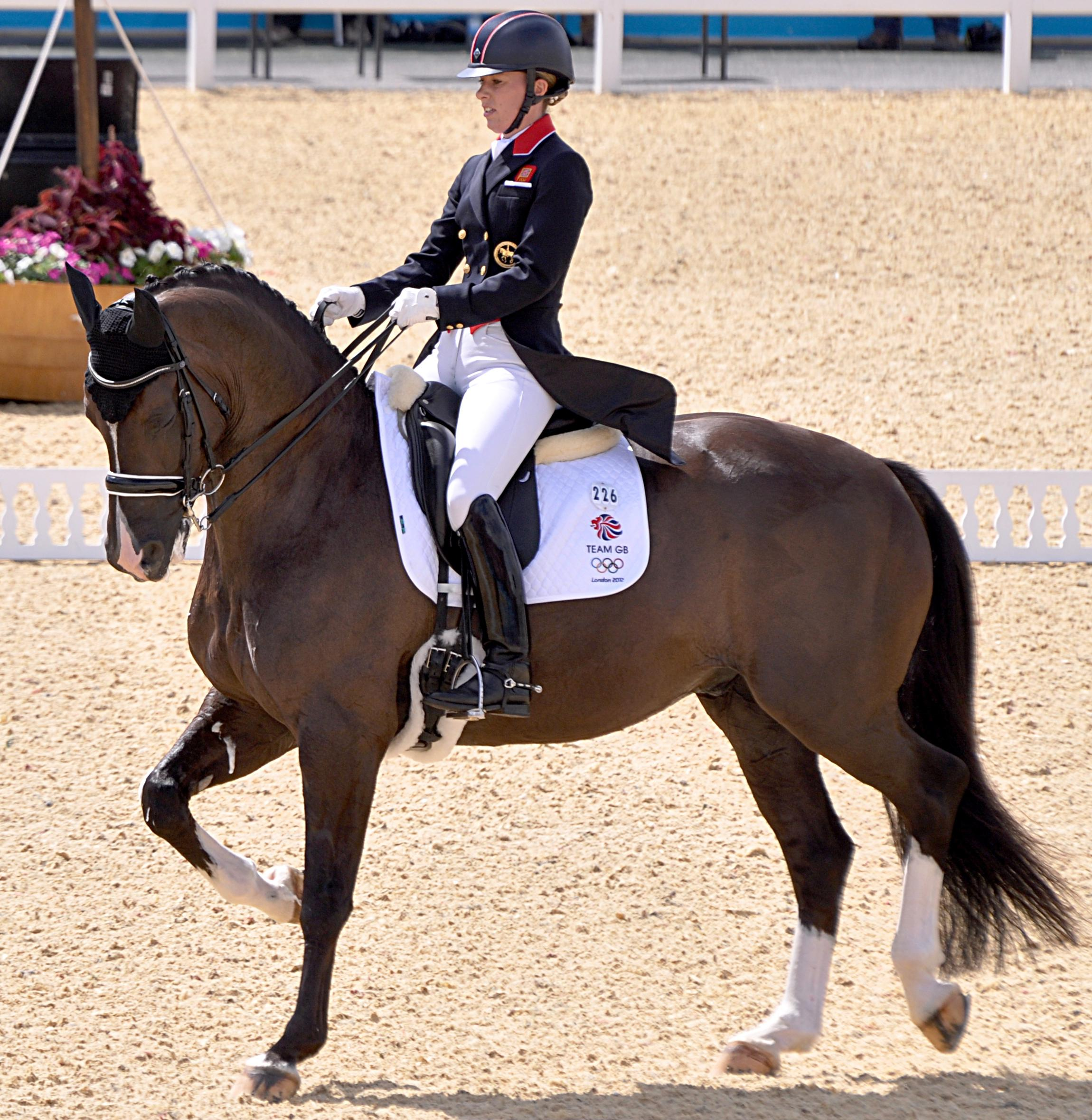
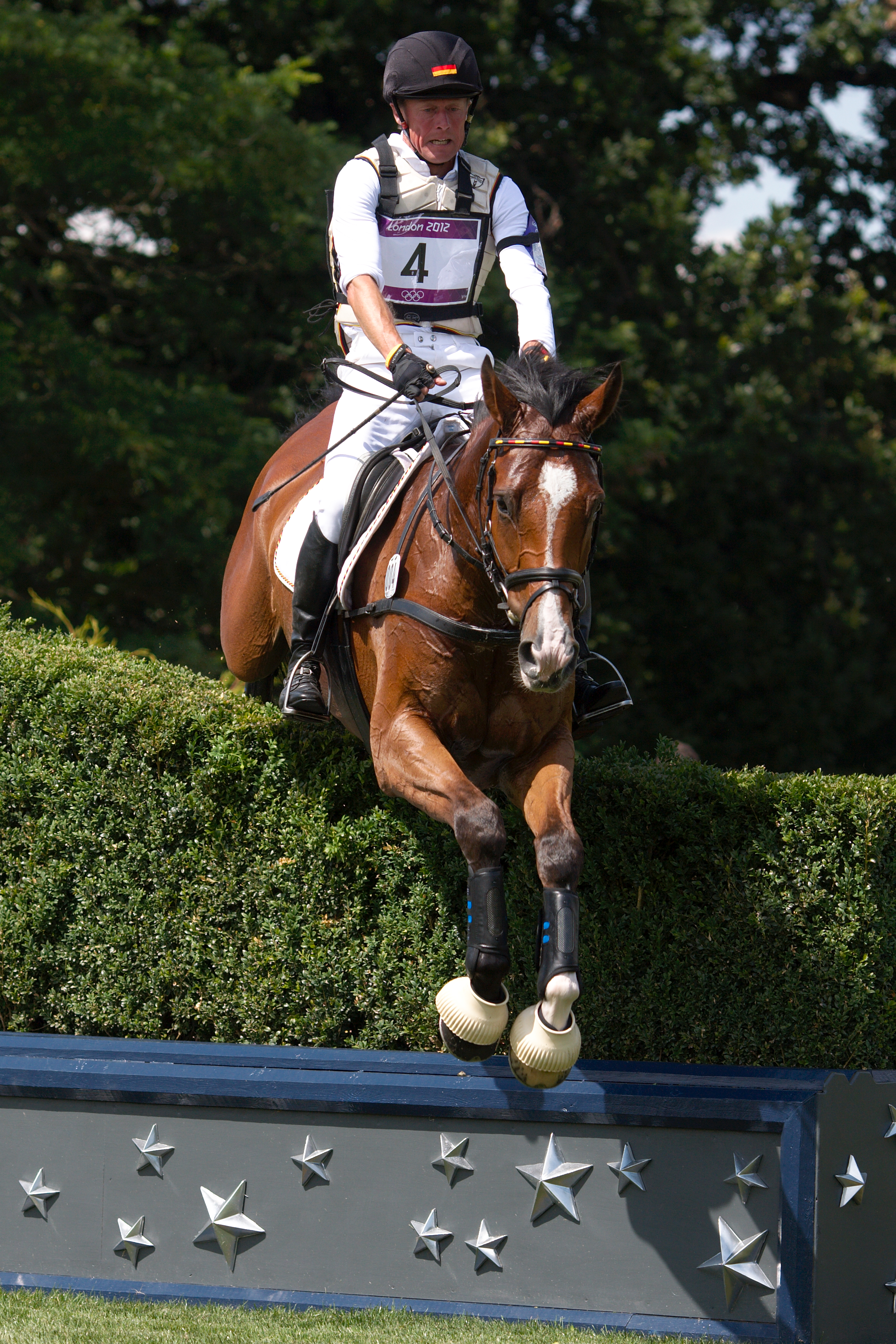
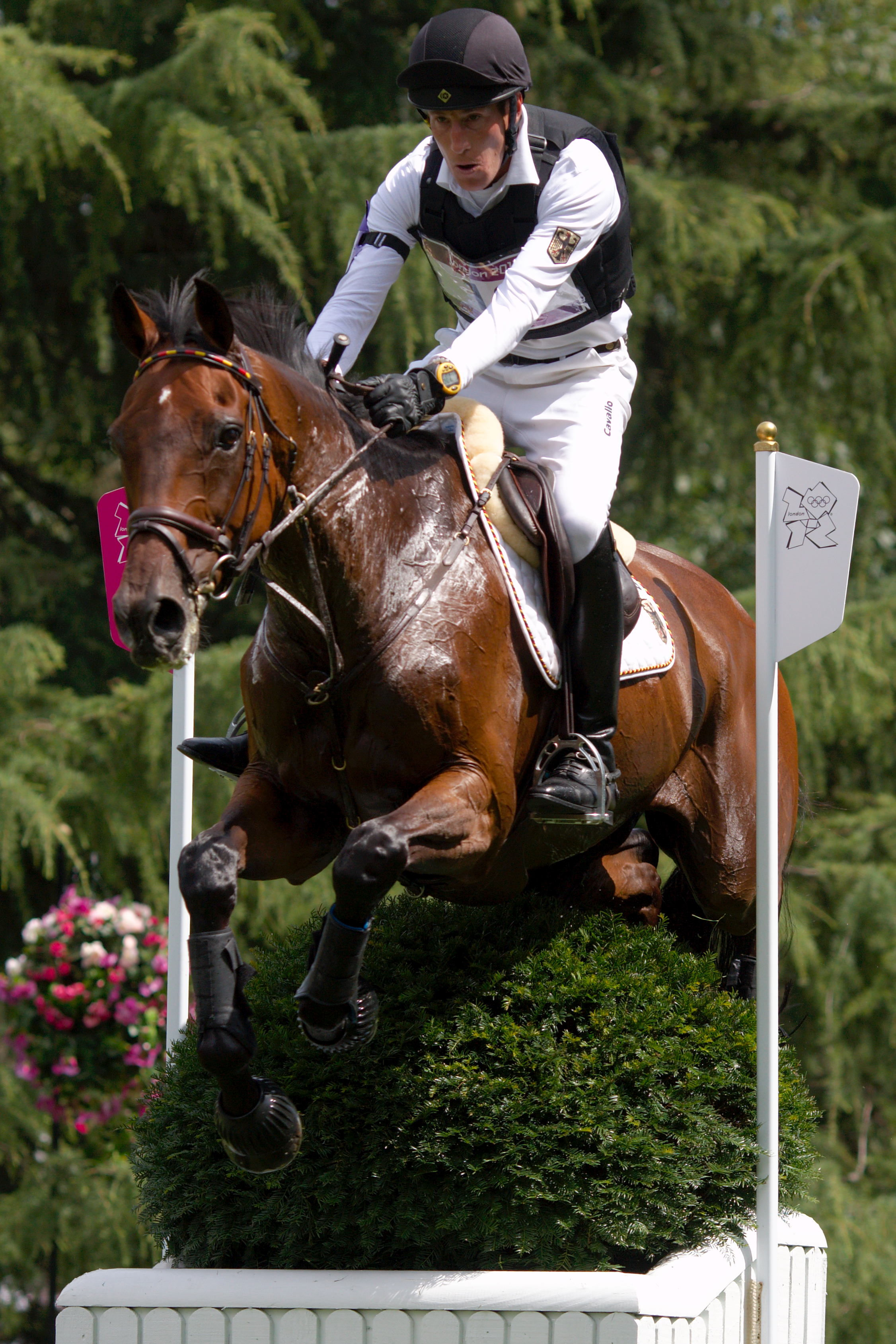
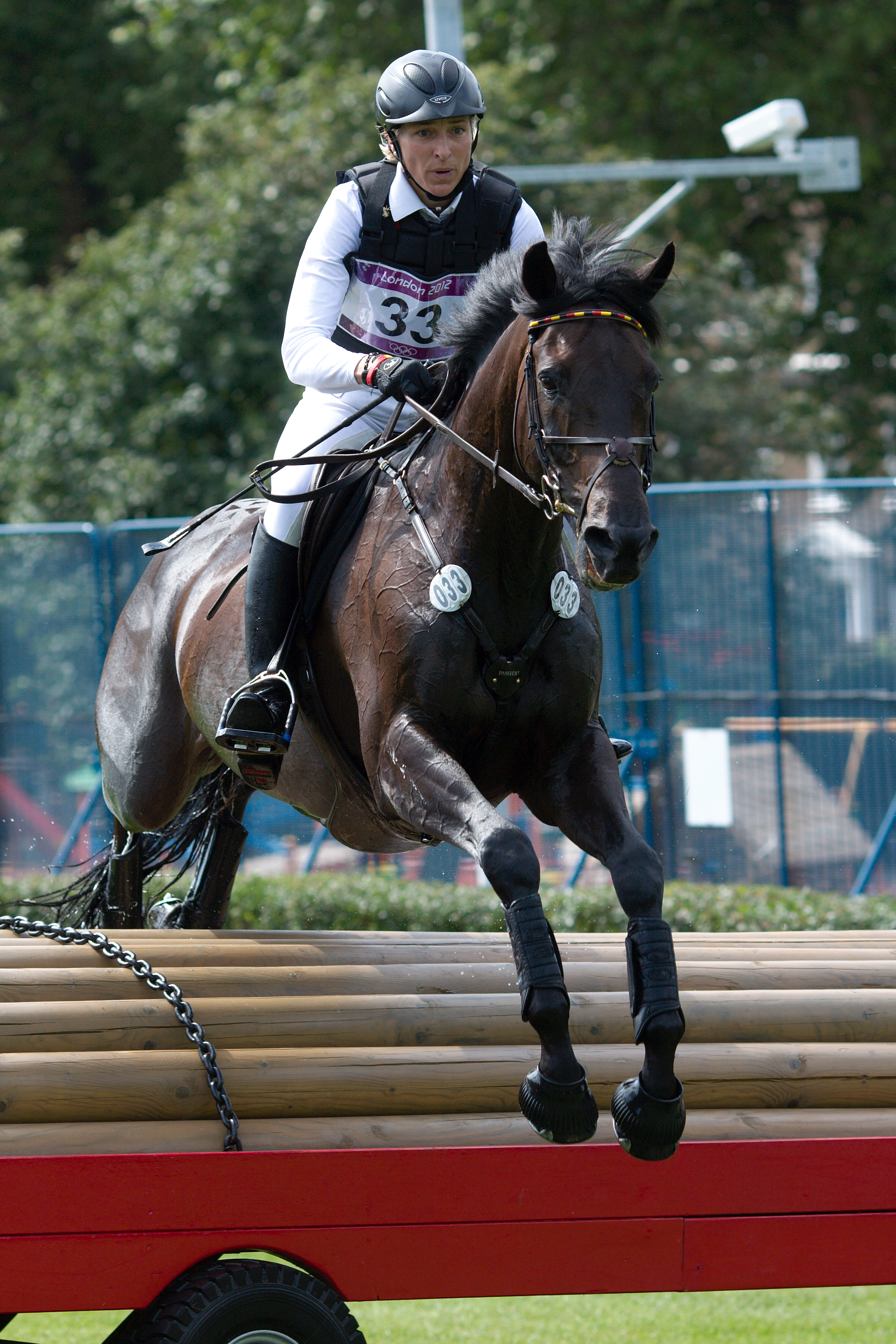
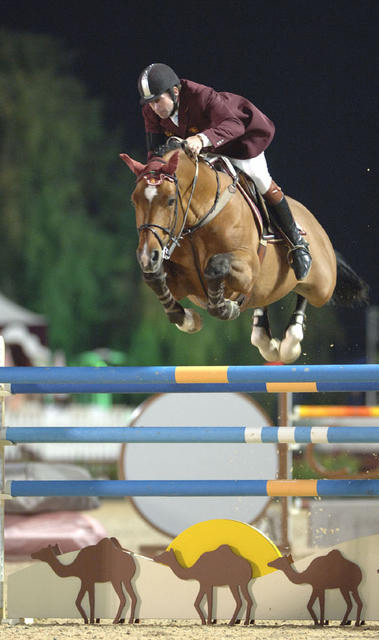
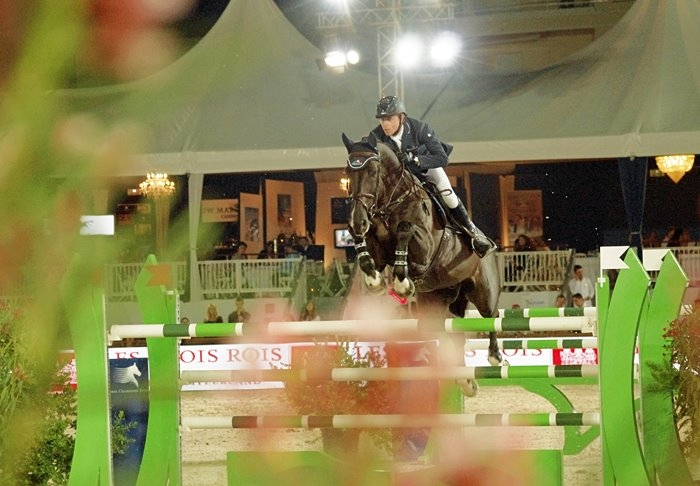

## جدول مدال‌ها
| رتبه  | کشور           | طلا | نقره | برنز | مجموع |
| ۱     | بریتانیای کبیر | ۳   | ۱    | ۱    | ۵     |
| ۲     | آلمان          | ۲   | ۱    | ۱    | ۴     |
| ۳     | سوئیس          | ۱   | ۰    | ۰    | ۱     |
| ۴     | هلند           | ۰   | ۳    | ۱    | ۴     |
| ۵     | سوئد           | ۰   | ۱    | ۰    | ۱     |
| ۶     | عربستان سعودی  | ۰   | ۰    | ۱    | ۱     |
| ۶     | نیوزیلند       | ۰   | ۰    | ۱    | ۱     |
| ۶     | ایرلند         | ۰   | ۰    | ۱    | ۱     |
| مجموع | مجموع          | ۶   | ۶    | ۶    | ۱۸    |

## برندگان مدال
| رویداد             | طلا | نقره | برنز |
| درساژ انفرادی      | شارلوت دوژاردین با اسب والگرو · بریتانیای کبیر | ادلین گورنلیسن با اسب پارزیوال · هلند | لورا تاملینسون با اسب میسترال هوریس · بریتانیای کبیر |
| درساژ تیمی         | بریتانیای کبیر (GBR) · کارل هستر با اسب آدوپیا · لورا تاملینسون با اسب میسترال هوریس · شارلوت دوژاردین با اسب والگرو                                       | آلمان (GER) · دوروتی اشنایدر با اسب دیوا رویال · کریستینا اشپرهه با اسب دسپرادوز · هلن لانگهننبرگ با اسب دامون هیل                                                                         | هلند (NED) · انکی فان گرونسون با اسب سالینرو · ادوارد گل با اسب آندرکاور · ادلین گورنلیسن با اسب پارزیوال                                                                            |
| ایونتینگ انفرادی   | مایکل یونگ با اسب سم · آلمان | Sara Algotsson Ostholt on Wega · سوئد | Sandra Auffarth on Opgun Louvo · آلمان |
| ایونتینگ تیمی      | آلمان (GER) · Peter Thomsen on Barny · Dirk Schrade on King Artus · Ingrid Klimke on Butts Abraxxas · Sandra Auffarth on Opgun Louvo · Michael Jung on Sam | بریتانیای کبیر (GBR) · Nicola Wilson on Opposition Buzz · Mary King on Imperial Cavalier · زارا فیلیپس با اسب های کینگدام · Kristina Cook on Miners Frolic · William Fox-Pitt on Lionheart | نیوزیلند (NZL) · Jonelle Richards on Flintstar · Jonathan Paget on Clifton Promise · Caroline Powell on Lenamore · Andrew Nicholson on Nereo · Mark Todd on Campino                  |
| پرش با اسب انفرادی | Steve Guerdat on Nino Des Buissonets · سوئیس | Gerco Schroder on London · هلند | Cian O'Connor on Blue Loyd 12 · ایرلند |
| پرش با اسب تیمی    | بریتانیای کبیر (GBR) · Scott Brash on Hello Sanctos · Peter Charles on Vindicat · Ben Maher on Tripple X · Nick Skelton on Big Star                        | هلند (NED) · Marc Houtzager on Tamino · Gerco Schroder on London · Maikel van der Vleuten on Verdi · Jur Vrieling on Bubalu                                                                | عربستان سعودی (KSA) · Ramzy Al Duhami on Bayard Van the Villa There · HRH Prince Abdullah Al Saud on Davos · کمال باحمدان on Noblesse Des Tess · Abdullah Waleed Sharbatly on Sultan |